# Hoock 5

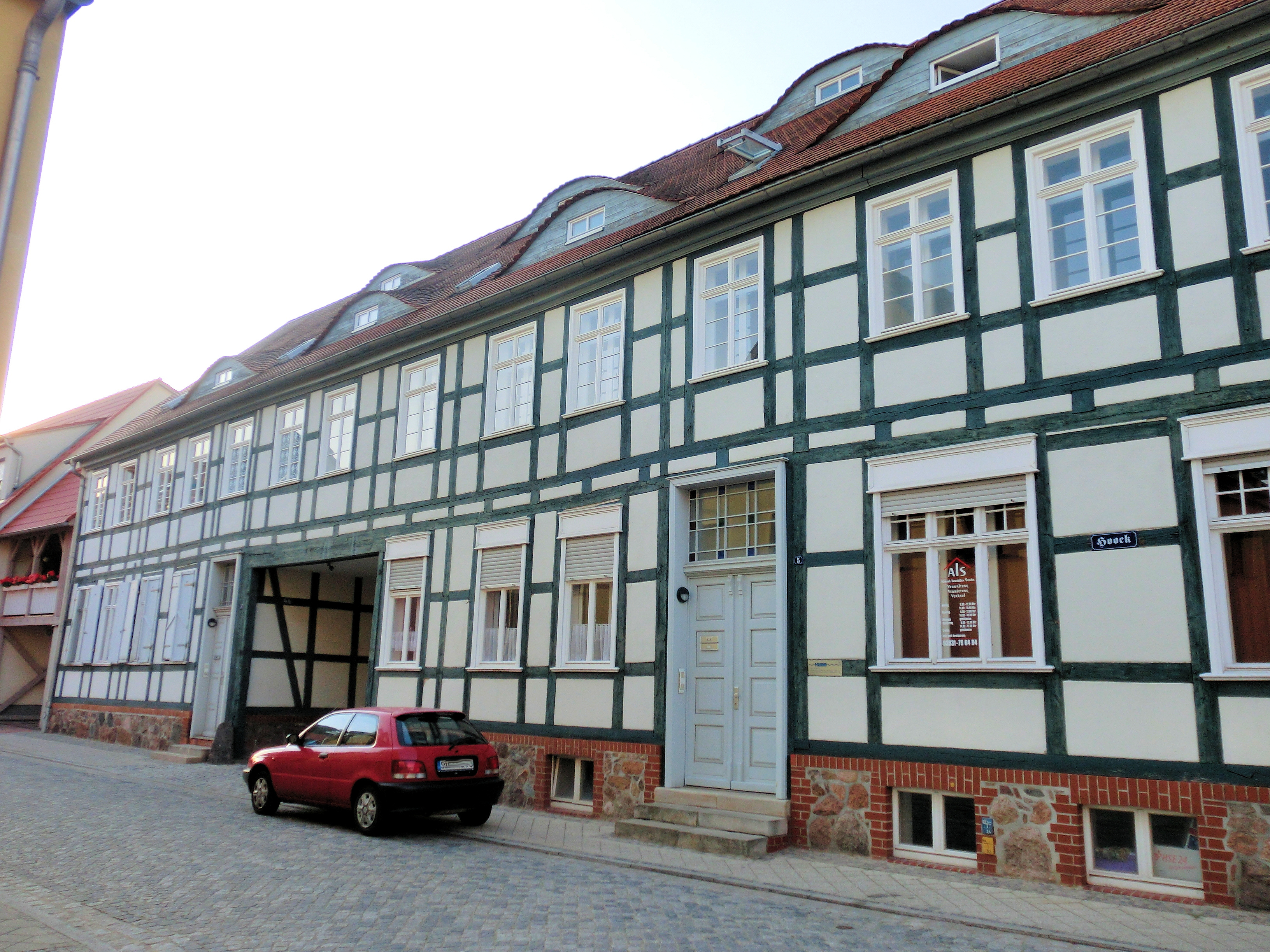
Hoock 5 Stendal

Hoock 5 ist ein denkmalgeschütztes Wohnhaus in der altmärkischen Stadt Stendal.

## Beschreibung
Das denkmalgeschützte Fachwerkhaus mit ausgemauerten Gefachen gehört zu den ältesten Gebäuden in der Stendaler Straße Hoock. Es ist im Denkmalverzeichnis von Sachsen-Anhalt als Baudenkmal mit der Erfassungsnummer 094 75818 gelistet. Heute wird das Haus als Mehrfamilienhaus genutzt.